# Erich Besser
Erich Besser (* 27. Februar 1890 in Aschersleben; † 5. April 1972 in Bernburg (Saale)) war ein deutscher Kommunist. Er war Abgeordneter im Landtag des Freistaates Anhalt für die KPD, wurde aus dieser Partei 1927 wegen Linksabweichung ausgeschlossen und 1928 wieder aufgenommen. In der Zeit des Nationalsozialismus war er zeitweise in einem Konzentrationslager inhaftiert. Nach dem Zweiten Weltkrieg bekleidete er Führungsfunktionen in KPD und SED, wurde jedoch 1950 erneut ausgeschlossen und zu Zwangsarbeit in der Sowjetunion verurteilt. Im Zuge der Entstalinisierung kam er 1955 wieder frei und wurde erneut SED-Mitglied.

## Leben
Der Sohn eines Kürschnermeisters absolvierte die Mittelschule und arbeitete anschließend als Gärtner. Seit 1910 war er Mitglied der SPD und des freigewerkschaftlichen Deutschen Transportarbeiterverbandes. Er begann 1912 seinen Militärdienst und war seit Beginn des Ersten Weltkrieges Soldat. 
Besser schloss sich der 1917 gegründeten USPD an und gehörte 1919 in Bernburg zu deren örtlicher Führung. Parteiintern war er Mitglied des linken Flügels, der sich Ende 1920 mit der KPD zur VKPD zusammenschloss. Hier zum linken Parteiflügel um Ruth Fischer und Arkadi Maslow zählend, wurde er 1924 Orgleiter für den Parteibezirk Magdeburg-Anhalt und Abgeordneter des anhaltischen Landtages, 1925 zusätzlich Mitglied der politischen Kommission der Partei. Als Gegner der 1925 eingesetzten neuen Parteiführung unter Ernst Thälmann protestierte er gegen den Ausschluss von Werner Scholem aus dem ZK und unterstützte die Linke Opposition in der Sowjetunion. Er verlor daher schon Ende 1925 seine Parteiämter und wurde 1927 aus der KPD ausgeschlossen. Nachdem er 1928 vor der Parteiführung kapituliert hatte, wurde er wieder in die KPD aufgenommen und zog erneut im gleichen Jahr und 1932 in den anhaltischen Landtag ein.
Als Landtagsabgeordneter brachte Besser unter anderem im Mai 1925 anlässlich der Haushaltsberatungen über den Etat Justizverwaltung einen Antrag der KPD-Fraktion ein, Anhalt solle sich bei der Reichsregierung für die Aufhebung des Verbots der Abtreibung (§§ 218 und 219 Strafgesetzbuch) einsetzen. Er verlangte zudem eine Amnestie für nach § 218 verurteilte Frauen.
Nach der Machtübernahme der NSDAP wurde Besser Anfang April 1933 inhaftiert und bis 1935 in einem Konzentrationslager gefangen gehalten. Nach seiner Freilassung eröffnete er ein Kolonialwarengeschäft und wurde 1944 auf Grund von Kontakten zu der Widerstandsgruppe um Martin Schwantes erneut inhaftiert.
Nach der Befreiung vom Nationalsozialismus 1945 wurde er Leiter des KPD-Unterbezirks Dessau und erster Vizepräsident der Bezirksverwaltung Dessau. Besser stand nach der Gründung der SED deren Bezirksverband Dessau vor. Im gleichen Jahr in den Landtag von Sachsen-Anhalt gewählt, in dem er den Vorsitz des Rechts- und Verfassungsausschusses innehatte, wurde er 1947 zusätzlich Mitglied des SED-Sekretariats und 1949 Vorsitzender der SED-Landesparteikontrollkommission für Sachsen-Anhalt. Besser galt in dieser Funktion als harter und unversöhnlicher Politiker, der „den verstärkten Kampf der fortschrittlichen Kräfte gegen […] volksfeindliche Elemente“ forderte. Noch im April 1950 verlangte er in einer Sitzung des Landesvorstands der SED, alle möglicherweise Unzuverlässigen aus der „Festung“ der Partei zu entfernen und insbesondere „alle trotzkistischen Elemente, alle diejenigen, die ihre Aufgabe […] darin sehen […], versöhnend wirken zu müssen, und alle diejenigen, die glauben, dem Sozialdemokratismus zu verfallen, […] auszumerzen“.
Im Frühling 1950 denunzierte ein Parteimitglied, das sich von Besser zurückgesetzt fühlte, diesen bei der SED-Landesleitung. Andere Altkommunisten, etwa Alfred Kettig, unterstützten diese Denunziation. Besser habe sich 1936 und 1937, so hieß es, in Gesprächen mehrfach positiv über Trotzki und negativ über Stalin geäußert und 1939 den Hitler-Stalin-Pakt als Verrat Stalins bezeichnet. Den Tatsachen entsprach allerdings wohl eher, dass er mit Sinowjew sympathisiert hatte, wie Paul Laufer angab. Am 10. Juni 1950 wurde Besser durch den Staatssicherheitsdienst der DDR verhaftet, am 13. Juli 1950 kam er in Haft der sowjetischen Militärorgane. Ein Militärtribunal der SMAD verurteilte ihn wegen seiner angeblichen Äußerungen aus den 1930er Jahren am 29. Dezember 1950 zu 25 Jahren Arbeitslager. Bis zu seiner vorzeitigen Freilassung 1955 war Besser in einem Gulag in der Sowjetunion inhaftiert. Der Historiker Thomas Klein kommentierte, hier zeige sich, dass auch die obersten Parteikontrolleure der Gefahr ausgesetzt waren, selbst der Säuberung zum Opfer zu fallen. Der Historiker Frank Hirschinger meint, der Sturz Bessers sei vor allem durch die „wachsende Gefahr“ bedingt gewesen, in der sich andere Parteifunktionäre „aufgrund seines rigorosen Vorgehens“ gesehen hätten. Denn auch diese hätten häufig „dunkle Punkte“ in ihrem Lebenslauf aufzuweisen gehabt und sich daher von Besser bedroht gefühlt.
Nach seiner Freilassung und Rückkehr in die DDR beharrte Besser auf seiner Ablehnung der Moskauer Prozesse und des Hitler-Stalin-Pakts, dennoch wurde er 1956 durch die ZK-Kommission zur Überprüfung von Angelegenheiten von Parteimitgliedern „nichtöffentlich rehabilitiert“ und wieder in die SED aufgenommen. 1965 wurde er mit dem Vaterländischen Verdienstorden in Silber geehrt.
Das Urteil gegen Besser von 1950 wurde erst 1996, 24 Jahre nach seinem Tode, von der Russischen Föderation aufgehoben.

## Ehrungen
In Bernburg ist eine Straße nach Erich Besser benannt.